# 김후란
김후란(金后蘭, 1934년 12월 26일 ~ )은 대한민국의 시인이다. 종교는 천주교이며, 세례명은 크리스티나이다.

## 생애
서울 출생이며, 본명은 형덕(炯德)이다. 서울대를 수학하였으며, 《한국일보》 기자 및 《부산일보》 논설위원과 한국여성개발원장을 역임하였다. 1959년 《현대문학》에서 신석초의 추천을 받아 〈오늘을 위한 노래〉,〈문〉,〈달팽이〉등의 작품으로 등단하였다. 시집으로 《장도와 장미》,《음계》,《눈의 나라 시민이 되어》,《사람 사는 세상에》 등이 있다. 현대문학상과 월탄문학상을 수상했다.